# Улица Гиршмана (Харьков)
Улица Гиршмана  — улица города Харькова, расположенная в Киевском административном районе. Начинается с Сумской ул. и идет на юго-восток к Пушкинской. Пересекается с улицами Мироносицкая , Чернышевская , ул. Алчевских.

## История и название
Ещё в начале XIX века эта местность представляла собой поле, принадлежавшее частным лицам. Когда возникла необходимость проложить здесь улицу, городским властям пришлось судиться с владельцами земли. В 1860-е годы вопрос был решён, и участки земли под застройку начали распродавать. Запроектированный переулок должен был соединить Сумскую и Чернышевскую улицы,  а позже получил название Сорокинского. Переулок застраивался частными особняками и многоэтажными доходными домами.
4 октября 1926 года Сорокинский переулок был переименован в улицу Л. Л. Гиршмана , врача и ученого-офтальмолога, решением Харьковского окружного исполкома. Дальнейшее развитие улицы началось в 1929 году в направлении Пушкинской улицы. На этом участке улицы строили многоэтажные жилые дома.

## Дома

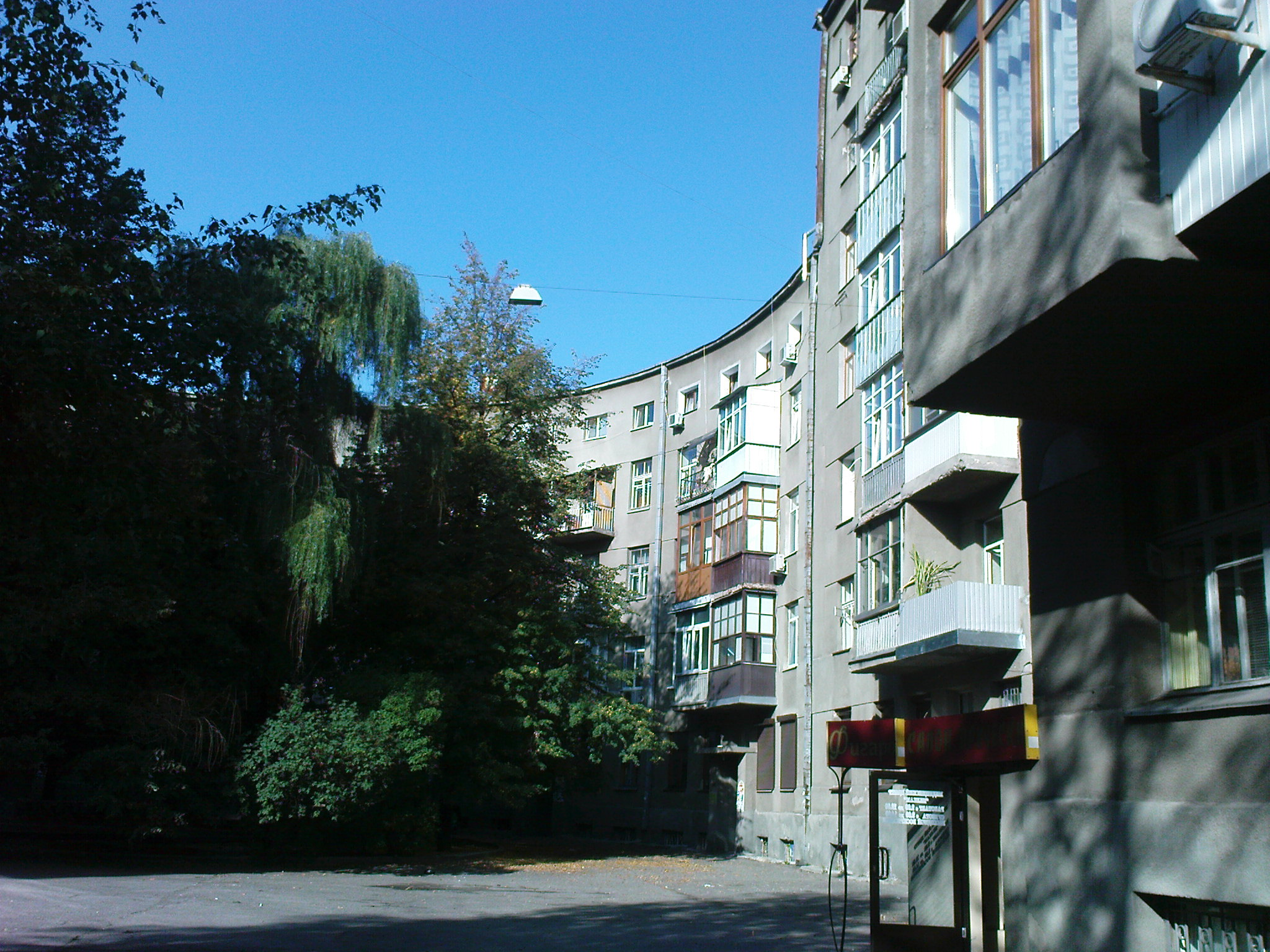
Дом №17

На углу с улицей Мироносицкой, 11 расположен памятник архитектуры Харькова , охранный №144, бывший особняк Владислава Бузескула , историка античности, академика АН СССР, академика ВУАН. Вероятно авторство архитектора В. В. Величко. Дом не используется и разрушается.
- Дом № 8/10 – Поликлиника ГУМВД Украины в Харьковской области.
- Дом  № 17  – Памятник архитектуры, охранный № 13. Жилой дом «Коммунар», 1932 год, арх. О. В. Линецкий и В. И. Богомолов.
- Дом  № 17-б  – Памятник архитектуры, охранный № 21. Жилой дом, 1954 год, арх. Д. А. Морозов.

## Лица, связанные с улицей
В честь многих людей, проживавших на этой улице, установлены мемориальные доски.
- Гиршман Леонард Леопольдович, в честь которого названа улица, жил в доме. №5.
- Шевелев Юрий Владимирович, славист-языковед родился в дом. №4 по Сорокинскому переулку (дом не сохранился), как он отмечает в автобиографическом труде «Я, мне, меня… (и вокруг)».
- Погорелко Александр Константинович, профессор Харьковского технологического института и Харьковский городской голова, жил в доме. №9а.
- Лесь Сердюк , украинский актер, жил в доме №17.
- Роботягов Николай Павлович , украинский художник и искусствовед , жил в доме №17.
- Массельский Александр Степанович , общественно-политический деятель, жил в доме №17.
- Иван Марьяненко, украинский актер, режиссер, педагог, жил в доме. №19.
- Валентина Чистякова-Курбас, украинская театральная актриса и педагог, жила в доме. №19.
- Бездетко Андрей Павлович, украинский советский и партийный деятель, почетный гражданин города Харькова, жил в доме. №19.